# Imipramina
Imipramina (łac. imipraminum) – organiczny związek chemiczny, trójpierścieniowy lek przeciwdepresyjny. Pierwszy w pełni skuteczny lek przeciwdepresyjny, zastosowany w 1957. Hamuje wychwyt zwrotny noradrenaliny i serotoniny ze szczeliny synaptycznej. Wykazuje umiarkowane działanie przeciwcholinergiczne obwodowe i ośrodkowe oraz słabe działanie przeciwhistaminowe. Wchłania się z przewodu pokarmowego w 50%, metabolizowany w wątrobie do dezypraminy, czynnego metabolitu, który ma także działanie psychotropowe. Silnie wiąże się z białkami osocza, okres półtrwania wynosi 10–16 godz., wydalana z moczem i kałem w ciągu jednej doby po podaniu, przenika do mleka. Lek może działać teratogennie.

## Działanie
- silny antydepresant (tymoleptyk)
- niewielkie działanie uspokajające i przeciwlękowe
- w średnio silnym stopniu wzmaga napęd psychoruchowy

## Wskazania
- depresje endogenne z zahamowaniem
- inne depresje z niezbyt nasilonym lękiem

## Przeciwwskazania
- nadwrażliwość na lek
- stosowanie inhibitorów MAO i okres 2 tygodni po ich odstawieniu
- ciąża i karmienie
- ostra faza zawału serca
- ostre zatrucie środkami działającymi depresyjnie na OUN (alkohol, leki nasenne, przeciwbólowe, psychotropowe)
- jaskra z wąskim kątem przesączania
- łagodny rozrost gruczołu krokowego

zalecana ostrożność:
- podwyższone ciśnienie śródczaszkowe
- skłonność do zatrzymywania moczu
- obniżony próg drgawkowy
- nadczynność tarczycy i/lub leczenie hormonami tarczycy
- choroba Parkinsona
- choroby mięśnia sercowego i układu sercowo-naczyniowego
- upośledzenie czynności nerek i wątroby
- u dzieci poniżej 6. rż.

ostrzeżenia:
- wykazuje umiarkowane działanie kardiotoksyczne
- zwiększa sekrecję prolaktyny

## Działania niepożądane
- działanie antycholinergiczne
suchość błony śluzowej jamy ustnej
zaburzenia akomodacji
zaparcie, zatrzymanie moczu
- ze strony UN
drętwienia
neuropatie obwodowe
ataksja
objawy majaczenia
drgawki
- objawy psychiatryczne:
zaburzenia świadomości z halucynacjami i dezorientacją (szczególnie u chorych w podeszłym wieku)
bezsenność
niepokój ruchowy
lęk
omamy i urojenia
zaostrzenie przebiegu psychozy
- objawy sercowo naczyniowe
ortostatyczne niedociśnienie
nadciśnienie
tachykardia
arytmia aż do migotania komór
zmiany w EKG
- objawy dyspeptyczne

rzadsze działania niepożądane:
- alergiczne odczyny skórne
- zaburzenia układu krwiotwórczego
agranulocytoza
małopłytkowość
eozynofilia
- upośledzenie czynności wątroby
- żółtaczka
- zaburzenia endokrynologiczne
zaburzenia miesiączkowania
spadek libido
ginekomastia
zmniejszenie lub zwiększenie poziomu glukozy we krwi
zespół nieprawidłowego wydzielania ADH

## Interakcje
- nie podawać równocześnie z inhibitorami MAO, stosować minimum dwutygodniową przerwę
- nasila działanie
środków wpływających depresyjnie na OUN (barbiturany, alkohol, narkotyki, inhibitory MAO)
cholinolityków
niektórych leków hipotensyjnych (guanetydyna, rezerpina)
- leki nasilające działanie imipraminy:
diuramid
hormony tarczycy
cymetydyna – zwiększa stężenie imipraminy we krwi

## Dawkowanie (dawki w mg/dobę)
- dorośli w leczeniu ambulatoryjnym 50-100 w 3 dawkach, w razie potrzeby 150-200; leczenie podtrzymujące 50-100
- u pacjentów hospitalizowanych: początkowo 100-150 w podzielonych dawkach, zwiększać dawkę o 25 mg do 200, maks. 300, po uzyskaniu poprawy dawki zmniejszać
- pacjentom w podeszłym wieku: 10-50
- dzieci 2-7. rż. – maks. 20 w 4 dawkach
- dzieci 8-14. rż. – maks. 50 w 4 dawkach
- młodzież 15-18. rż. do 75 w 3-4 dawkach

Monitorować obraz krwi, czynność wątroby i nerek, przy narastaniu poziomu mocznika i kreatyniny – przerwać leczenie. Podczas zażywania nie prowadzić pojazdów, nie obsługiwać niebezpiecznych urządzeń mechanicznych, nie pić alkoholu.

## Preparaty
Francja: w formie chlorowodorku jako surowiec farmaceutyczny do receptury aptecznej.